# Hauptstrasse 278
Die Hauptstrasse 278 ist eine Hauptstrasse im Kanton Aargau in der Schweiz. Sie besteht im System der Aargauer Kantonsstrassen aus den Strecken K115 und K273 und führt über zwei Limmatbrücken.
Die Strassenverbindung entspricht ungefähr dem historischen Weg von Baden zum Kloster Wettingen, bei dem die alte Strasse auf der Holzbrücke die Limmat überquert.

## Verlauf
Die Strasse beginnt an der verkehrsgeografisch bedeutenden Kreuzung «Schulhausplatz» in Baden, wo sie mit der Hauptstrasse 3 (Bruggerstrasse/Neuenhoferstrasse) und der Hauptstrasse 279 (Mellingerstrasse) verbunden ist. Gemeinsam mit der Hauptstrasse 279 überquert sie auf der Hochbrücke die Limmat. Bei der Kreuzung am östlichen Brückenkopf trennt sie sich von der Hauptstrasse 279 und ist sie auch mit der Hauptstrasse 295 verbunden, die als «Landstrasse» über Wettingen nach Zürich führt. An der Kantonsschule Baden und dem Schwimmbad Baden vorbei verläuft sie in südlicher Richtung und erreicht das Siedlungsgebiet von Wettingen. Sie unterquert die Bahnstrecke Zürich–Baden und folgt dieser auf der Südwestseite des Bahnhofs Wettingen. In diesem Gebiet zweigt die Alberich Zwyssig-Strasse (Kantonsstrasse 425) ab, die in das Stadtzentrum von Wettingen führt. Die Hauptstrasse 278 führt an den Sportanlagen «Grossmatt» und in der Nähe des Klosters Wettingen vorbei, überquert auf der 1969 gebauten Brücke Neuenhof die Limmat zum zweiten Mal und mündet nach dem Zufahrtsbauwerk auf die Autobahn A1 in Neuenhof wieder in die Hauptstrasse 3.

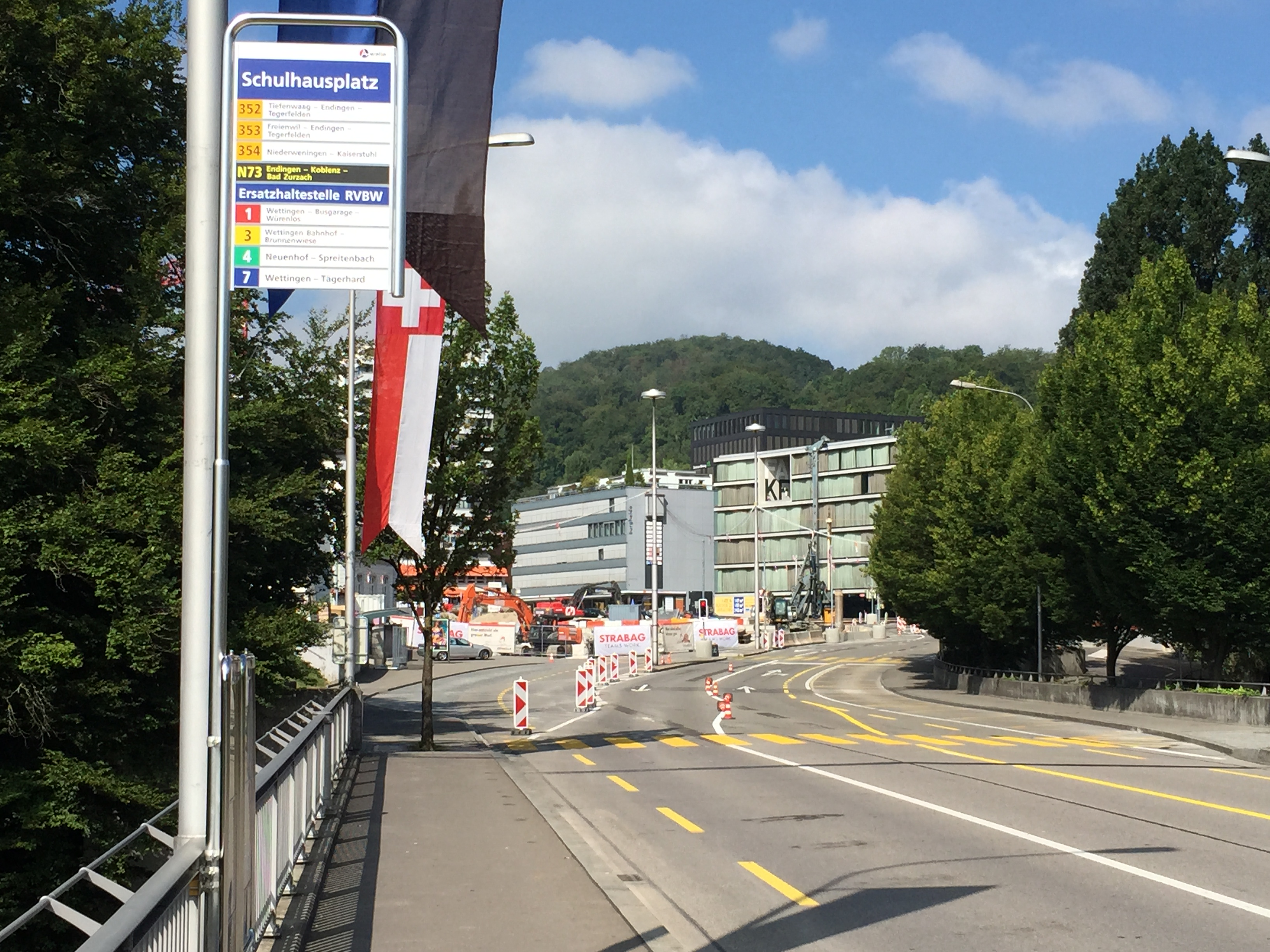
Hauptstrasse 278 beim Schulhausplatz Baden
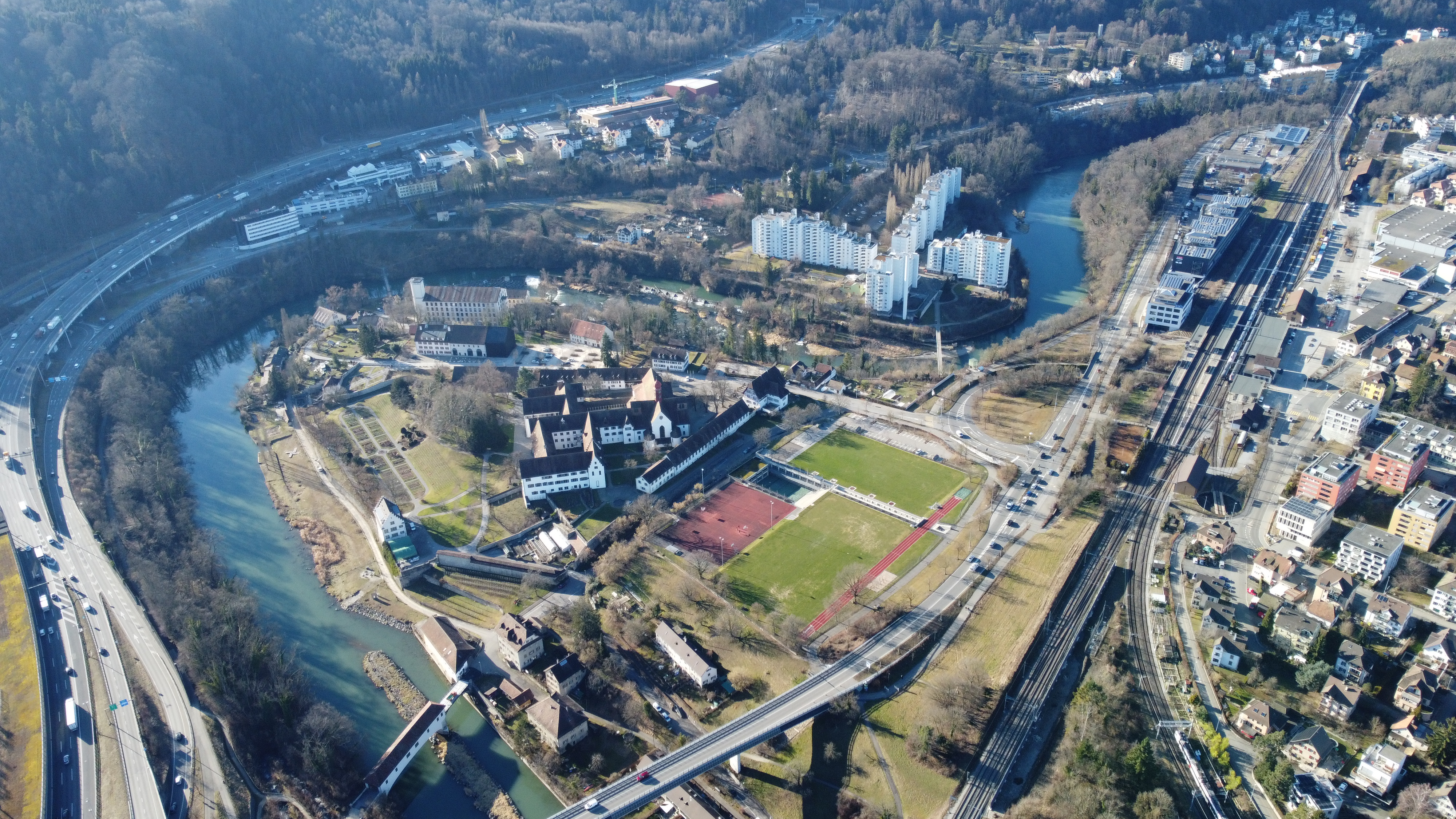
Hauptstrasse 278 zwischen Kloster Wettingen und Bahnhof Wettingen
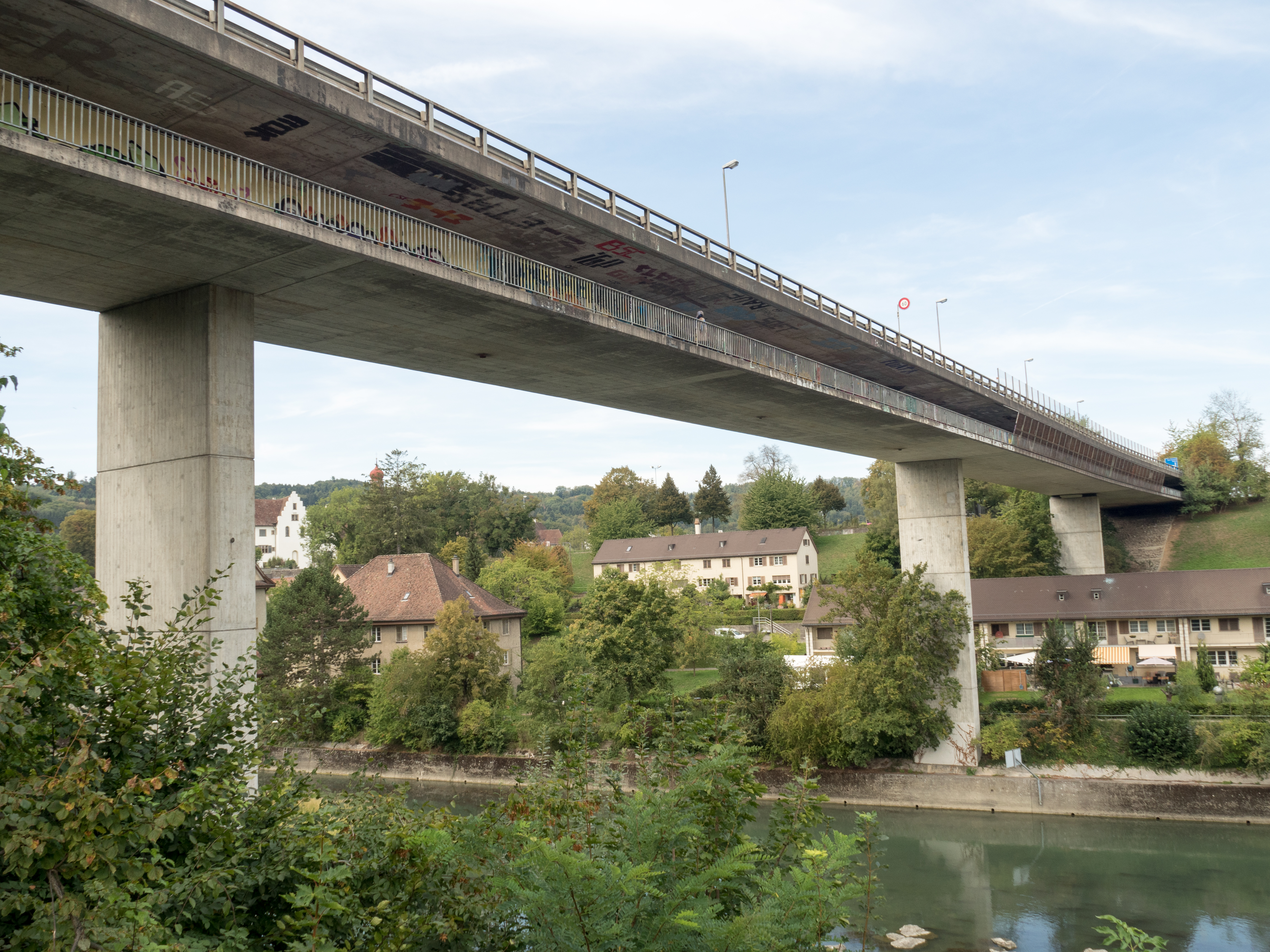
Limmatbrücke Wettingen–NeuenhofLimmatbrücke Wettingen–Neuenhof